# Emil Erlenmeyer
Richard August Carl Emil Erlenmeyer, noto spesso semplicemente col nome di Emil Erlenmeyer (Taunusstein, 28 giugno 1825 – Aschaffenburg, 22 gennaio 1909), è stato un chimico tedesco.

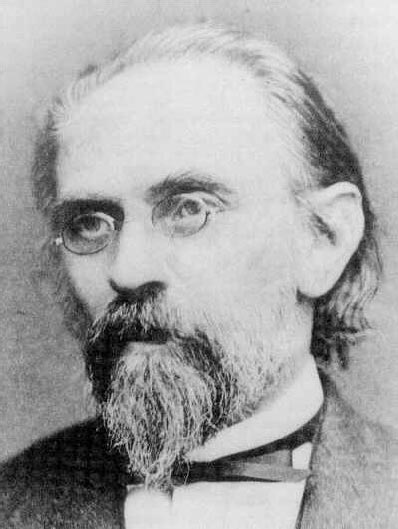
Una foto di Richard August Carl Emil Erlenmeyer

Spese alcuni anni della sua vita facendo il farmacista, dopo avere studiato medicina.

## Biografia
Studiò chimica a Gießen seguendo gli insegnamenti di Justus von Liebig e ad Heidelberg al seguito di Friedrich Kekulé. Lavorò con Robert Bunsen nell'ambito dello studio dei fertilizzanti. Erlenmeyer fu professore di chimica alla Scuola Politecnica di Monaco di Baviera dal 1868 al 1883. Scoprì e sintetizzò diversi composti organici quali l'acido isobutirrico (1865), la tirosina (1883), la guanidina, la creatina e la creatinina; nel 1861 inventò la beuta. Fu uno dei primi chimici ad adottare le formule di struttura sulla base del concetto di valenza e propose quella che divenne la moderna struttura del naftalene, due anelli benzenici condensati; asserì l'uso del termine aromatico in riferimento ai composti con proprietà simili al benzene. Definì anche la struttura di composti quali l'acido lattico e l'acido idroacrilico (1867), dei sali di diazonio (1874) e chiarì la struttura dei lattoni (1880).
Nel 1880 formulò la regola di Erlenmeyer: tutti gli alcoli nei quali il gruppo -OH è legato a un carbonio che porta un doppio legame danno aldeidi o chetoni (quella che viene oggi definita tautomeria cheto-enolica). Fu il primo a definire l'esistenza di doppi e tripli legami nella chimica del carbonio.
Abbandonò la carriera accademica, per problemi di salute, nel 1883 svolgendo però l'attività di consulente. Emil Erlenmeyer morì ad Aschaffenburg nel 1909.